# Stan Patrick
Stanley Augustus Patrick, detto Stan (Chicago, 5 maggio 1922 – Belvidere, 1º gennaio 2000), è stato un cestista e allenatore di pallacanestro statunitense, professionista nella NBL, nella NBA e nella NPBL.

## Palmarès
- NBL Rookie of the Year (1945)
- Campione NBL (1947)
- All-NBL First Team (1945)